# Kraterdichte

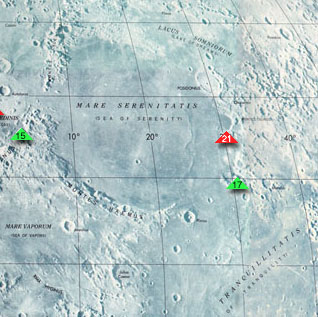
Die Lava der Mondmeere (hier das Mare Serenitatis mit Apollo-Landeplätzen) hat die alten Krater überflutet; die wenigen jüngeren sind wesentlich kleiner.

Als Kraterdichte wird in der Astronomie und Planetologie die flächenbezogene Anzahl der Einschlagkrater auf der Oberfläche des Erdmondes, eines erdähnlichen Planeten oder eines Planetenmondes bezeichnet. Ihre Analyse gibt Hinweise auf die Entstehung der Krater, auf das Alter der jeweiligen Region und auf den zeitlichen Verlauf der verursachenden Einschläge und der geologischen Entwicklung.
Beginnend mit den Voyager-Raumsonden ins äußere Sonnensystem (1979–82) konnte man auch die Verhältnisse auf den großen Jupitermonden und Saturnmonden erforschen. Die wichtigste Erkenntnis daraus ist der direkte Zusammenhang zwischen Kraterdichte und Alter der Oberfläche. Die kraterreichsten Monde (z. B. Kallisto) haben im Regelfall die älteste Oberfläche, weil sie seit dem Großen Bombardement vor etwa 4 Milliarden Jahren kaum mehr durch Erosion oder Lavaflüsse verändert wurde.

## Überblick
Unterschiedliche Kraterdichten von Himmelskörpern oder örtliche Unterschiede auf ihren Oberflächen erlauben neben der Altersbestimmung auch die Abschätzung von Bodenparametern des jeweiligen Himmelskörpers, beispielsweise zur Gesteinsfestigkeit, zum Gehalt an Eis, zur Erosion oder zum Rutschverhalten des Gerölls.
Dass neben dem Mond auch Merkur, Mars und die großen Jupitermonde zahlreiche Krater aufweisen, konnte man erst in den 1970er-Jahren durch interplanetare Raumsonden nachweisen. Der den Mondkratern recht ähnliche Anblick zeigt allerdings im Detail größere Unterschiede, etwa in der Größenverteilung, im Verhältnis Durchmesser zu Tiefe und in der Verwitterung. Die beiden letztgenannten Parameter hängen vor allem vom Schwerefeld, geringer von Luftdichte und Bodenbeschaffenheit ab. Aus regional unterschiedlichen Kraterdichten lässt sich das Alter vieler geologischer Strukturen ableiten. Auch die niederstürzenden Objekte erwiesen sich als verschieden und gaben Hinweise auf die Frühgeschichte des Sonnensystems. Bis zur Marsbahn überwogen kleine und größere Asteroiden, ab der Jupiterbahn frühe Kometenkerne.

## Analyse der Mondkrater
Die Erforschung der Krater begann – von den irdischen Vulkanen abgesehen – naturgemäß am Erdmond. Denn dass auch andere Monde oder terrestrische Planeten Krater aufweisen, war erst ab den 1960er-Jahren durch Raumsonden nachweisbar.
Schon erste Fernrohrbeobachtungen ab 1610 zeigten, dass die Südhemisphäre des Mondes viel mehr Krater aufweist als die Nordhalbkugel, auf der die relativ glatten Mondmeere (Mare) dominieren. Bald stellte man fest, dass
1. die Zahl der Krater mit sinkender Größe stark (etwa quadratisch) zunimmt
2. alle Krater annähernd rund sind,
3. ihre Böden tiefer als die Umgebung liegen, und
4. die Kraterwände meist umso steiler, je kleiner der Durchmesser ist.

Die größeren Gebilde (ab etwa 60 km) nannte man wegen der Form ihres Walles Ringgebirge, die ganz großen mit glattem Boden Wallebenen; manche von ihnen erreichen 300 km oder fast 10 % des Monddurchmessers.

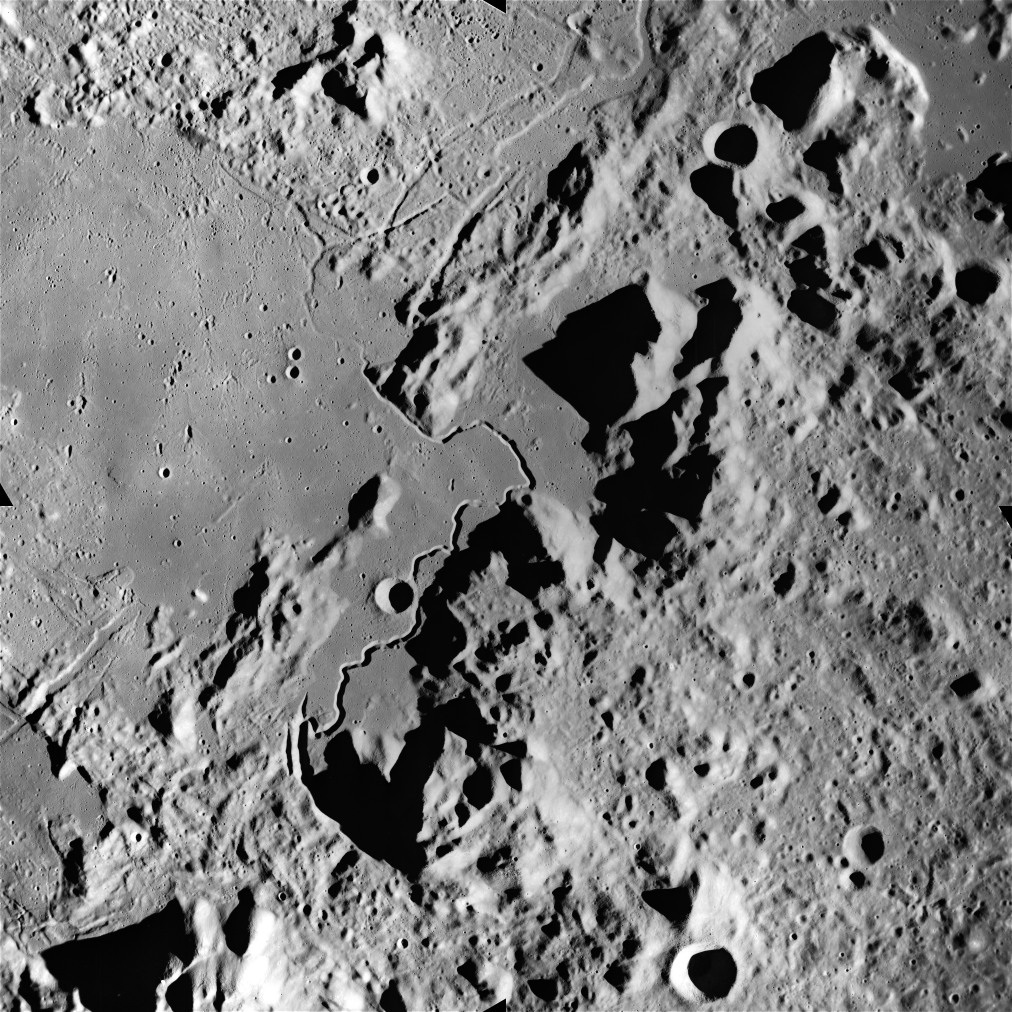
Mondrillen am Apennin. Das Hochgebirge und das Mare Imbrium sind fast kraterfrei.

Erste genaue Untersuchungen der Mondkrater nahm vor allem Hieronymus Schröter (um 1800) vor. Er analysierte neben ihrer Größenverteilung auch die Neigungen der Kraterwände, die Verwitterung bzw. die Zerstörung durch spätere Aufschläge, sowie Beziehungen zu Mondrillen und zur Bildung der Lavadecken von Mondmeeren.
Die Kraterdichte einzelner Mondregionen variiert stark, insbesondere zwischen „alten“, hellen Hochländern und den jüngeren, mit dunklen Lava- und Basaltdecken überzogenen Maren. Letztere zeigen wesentlich weniger Krater und meist auch nur kleinere. Man deutete dies richtig als Folge der Basalt-Überflutungen und einer im Laufe der Jahrmillionen sinkenden Einschlaghäufigkeit aus dem Weltall. Radiometrische Altersdatierung von Mondproben der Apollo- und Luna-Missionen ergaben ein Alter von etwa 4 Milliarden Jahren für die Hochlandgesteine, während die Basaltebenen merklich jünger sind. In den Hochländern liegt die Kraterdichte bei 0,36 pro km² (für Krater über 1 km Durchmesser). Aus allen Daten wurden Diagramme erstellt und die Kraterdichte als Funktion der Zeit dargestellt. So konnte der Zeitpunkt der gewaltigsten Einschläge („großes Bombardement“) genauer eingegrenzt werden – auf den Zeitraum vor 4,1 bis 3,8 Milliarden Jahren.
Danach sank die Rate der Kraterbildung auf weniger als ein Hundertstel und ist seither auf niedrigem Niveau annähernd stabil. Ähnliches gilt auch für die anderen erdähnlichen Himmelskörper. 

## Kraterdichte auf anderen Himmelskörpern
Auf den Gesteinsplaneten im inneren Sonnensystem sind die meisten Krater ebenso wie am Mond durch Einschläge von Asteroiden verschiedener Größe entstanden, die überwiegend auf die Zeit des „Großen Bombardements“ vor etwa 4 Mrd. Jahren entfallen. Bei größeren Körpern haben abgesprengte Bruchstücke oft Sekundärkrater in der nahen Umgebung erzeugt. Die Kraterdurchmesser sind etwa 15- bis 20-mal größer als die einschlagenden Körper. Einige Kraterketten (z. B. am Mars -- der allerdings nur wenige verkraterte Gebiete aufweist -- und am Jupitermond Ganymed) deuten auf Zerplatzen des Impaktors knapp vor dem Einschlag hin.

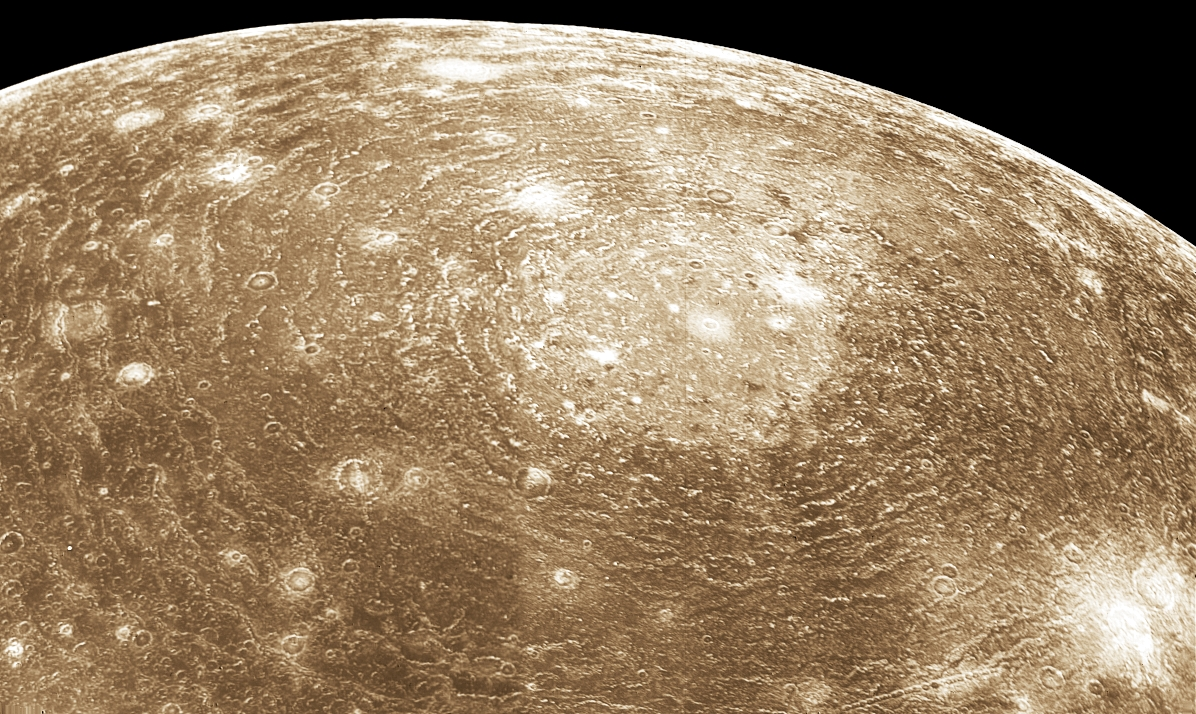
Der „kratergesättigte“ Jupitermond Kallisto. Die Umgebung des gewaltigen Walhalla-Impakts wurde jedoch durch die Bebenwellen eingeebnet.

Die heutige Kraterbildungsrate ist hundert- bis tausendfach geringer. Jüngere Krater sind oft an ihrem hellen Auswurfmaterial kenntlich, das ein Strahlensystem bilden kann.
Auf den großen Monden im äußeren Sonnensystem waren vor allem Kometenkerne die Ursache der Kraterbildung, wogegen Asteroiden nur wenige Prozent ausmachen. Die Kraterdichte hängt stark vom Gesteinsmaterial des Mondes ab, insbesondere von seiner Festigkeit und dem Gehalt an Eis. Zwar wird eine annähernd gleiche Bildungsrate auf allen Monden angenommen, doch bei lockerem Gestein sind die Krater flacher und erodieren wesentlich schneller. Zwei Extreme finden sich unter den 4 großen Jupitermonden:
- Der innerste Mond Io zeigt keinerlei Krater, weil seine Oberfläche durch starke Gezeitenkräfte ständig „durchgewalkt“ wird. Die Wärme und der aktuelle Vulkanismus fördern ebenfalls die Erosion allfälliger Einschlagsstrukturen.
- Der äußere Jupitermond Kallisto ist hingegen an Kratern „gesättigt“ – d. h. jeder neu entstehende Krater zerstört im Durchschnitt einen älteren.

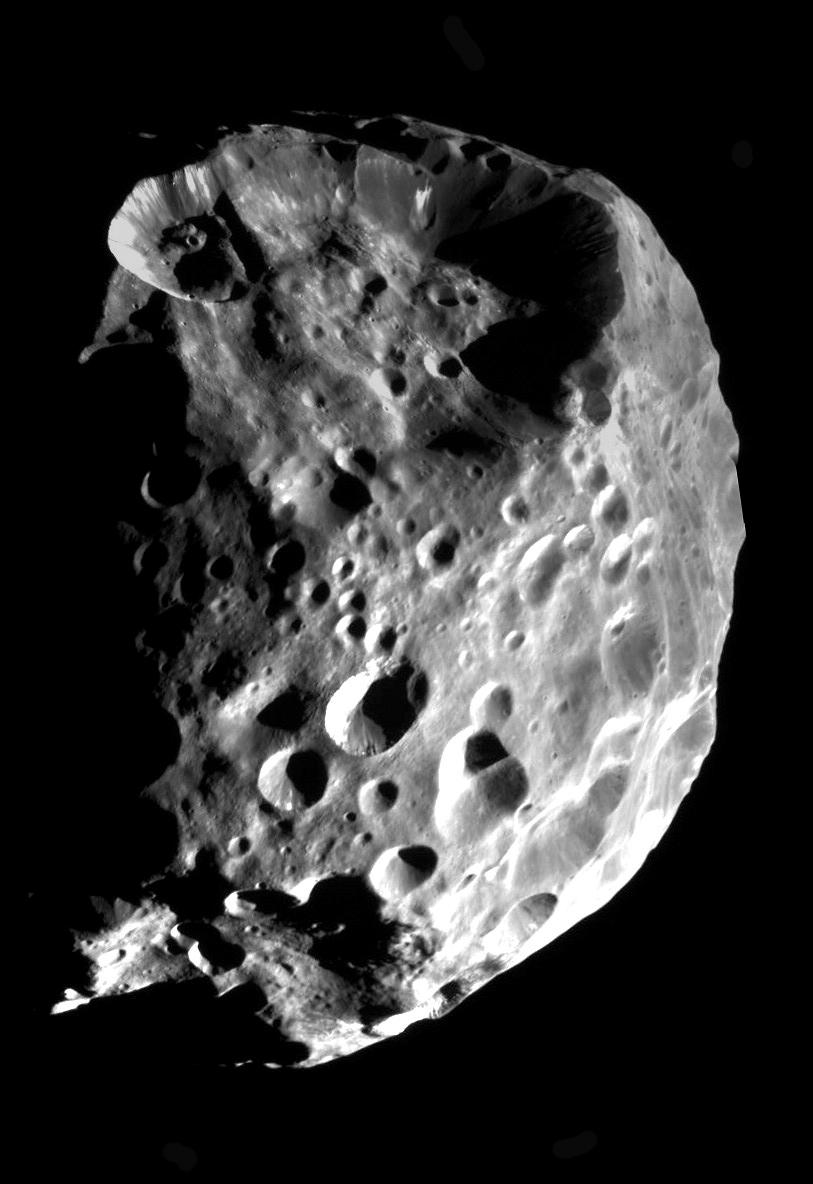
Saturnmond Phoebe, fot. Cassini-Huygens 11. Juni 2004

Der 220 km große Saturnmond Phoebe ist der am stärksten verkraterte Himmelskörper im Sonnensystem, wie Bilddaten von Raumsonden ergaben. Die Kraterdichte ist ein Gradmesser für das Alter einer Mondoberfläche; die NASA gibt für Phöbe 4,5 Milliarden Jahren an – also fast so alt wie die Sonne selbst. Der Mond dürfte sich seither kaum verändert haben.
Eine hohe Kraterdichte hat auch der Planet Merkur – wohl wegen der nur äußerst dünnen Atmosphäre, die ein ungehindertes Eindringen von Kleinkörpern gestattet.
Die Verteilung der Merkurkrater variiert weniger als auf Mond oder Mars, was auf ein gleichmäßig hohes Alter der Oberfläche hinweist. Es gibt jedoch auch kraterärmere Gebiete, die „Zwischenebenen“ genannt wurden. Das Alter der Gesteinskruste (seit ihrer Verfestigung) wird auf 4 bis 4,5 Milliarden Jahre geschätzt. Ähnlich wie am Mond haben jüngere Einschläge einige große Strahlensysteme erzeugt.
Viel weniger Krater weist die Venus auf: einerseits weil die äußerst dichte Atmosphäre nur größere Körper eindringen lässt, andrerseits weil die aggressive Erosion die Krater rasch einebnet. Selbst auf der Erde würde ein 20 km großer Krater wie das Nördlinger Ries in höchstens 500 Millionen Jahre verschwunden sein.
Die Kraterdichte auf dem Mars wiederum variiert stark, je nach dem Alter der Geländeformation. Einige Regionen sind dem Mond vergleichbar, tektonisch jüngere hingegen fast kraterfrei.
Eine mittlere Kraterdichte haben Ganymed (Jupiter), die Saturnmonde und die meisten Asteroiden – soweit man dies aus Raumsondenfotos nachweisen kann.